# Bahnstrecke Praha–Děčín
| Kursbuchstrecke (SŽ): | 090, 091                                 |                                                            |                                                            |
| Streckenlänge: | 129,867 km                               |                                                            |                                                            |
| Spurweite: | 1435 mm (Normalspur)                     |                                                            |                                                            |
| Streckenklasse: | D4                                       |                                                            |                                                            |
| Stromsystem: | 3 kV =                                   |                                                            |                                                            |
| Streckengeschwindigkeit: | 160 km/h                                 |                                                            |                                                            |
| Zweigleisigkeit: | Praha Masarykovo n.–Děčín hlavní nádraží |                                                            |                                                            |
| |                                          |                                                            |                                                            |
| \| \| 409,816 \| Praha Masarykovo nádraží \| 195 m \| \| \| 410,788 \| odb. Praha Masarykovo nádraží St.4 \| odb. Praha Masarykovo nádraží St.4 \| \| \| \| nach Česká Třebová–Brno (vorm. StEG) \| \| \| \| \| Moldau (Negrelliviadukt) \| \| \| \| 411,687 \| odb. Praha-Bubny St.1 \| odb. Praha-Bubny St.1 \| \| \| \| nach Chomutov (vorm. BEB) \| \| \| \| 412,133 \| Praha-Bubny \| Praha-Bubny \| \| \| 412,600 \| Praha-Holešovice zastávka (bis März 2025) \| 195 m \| \| \| \| von Praha-Libeň–Praha-Holešovice \| \| \| \| 413,647 \| odb. Stromovka \| odb. Stromovka \| \| \| 415,170 \| výh. Praha-Bubeneč \| 190 m \| \| \| 416,025 \| Praha-Podbaba \| 190 m \| \| \| 417,160 \| Praha-Podbaba \| 190 m \| \| \| 418,611 \| Praha-Sedlec \| 190 m \| \| \| 421,788 \| Roztoky u Prahy \| 185 m \| \| \| 425,705 \| Roztoky-Žalov \| 185 m \| \| \| 426,663 \| Úholičky \| 185 m \| \| \| 427,763 \| Řež \| 185 m \| \| \| 429,425 \| Libčice nad Vltavou-Letky \| 185 m \| \| \| 430,988 \| Libčice nad Vltavou \| 185 m \| \| \| 433,802 \| Dolany \| 180 m \| \| \| \| von Neratovice (vorm. BNB) \| \| \| \| 437,221 \| Kralupy nad Vltavou \| 180 m \| \| \| \| nach Kladno (vorm. BEB) \| \| \| \| 438,820 \| Tunnel Nelahozeveský I (23 m) \| Tunnel Nelahozeveský I (23 m) \| \| \| 438,864 \| Tunnel Nelahozeveský II (41 m) \| Tunnel Nelahozeveský II (41 m) \| \| \| 438,926 \| Tunnel Nelahozeveský III (291 m) \| Tunnel Nelahozeveský III (291 m) \| \| \| 440,258 \| Nelahozeves zámek \| 180 m \| \| \| 442,614 \| Nelahozeves \| 175 m \| \| \| 444,715 \| Nové Ouholice \| 175 m \| \| \| \| Dálnice D8 \| \| \| \| 446,030 \| Tunnel Mlčechvostský (Vepřek; 390 m) \| Tunnel Mlčechvostský (Vepřek; 390 m) \| \| \| 447,714 \| Mlčechvosty \| 175 m \| \| \| 450,267 \| Vraňany \| 175 m \| \| \| \| nach Lužec nad Vltavou (vorm. StEG) \| \| \| \| \| nach Libochovice (vorm. LB Libochowitz–Jenschowitz) \| \| \| \| 455,058 \| Cítov \| 170 m \| \| \| 458,222 \| Dolní Beřkovice \| 165 m \| \| \| 463,484 \| Horní Počaply \| 160 m \| \| \| 467,421 \| Hněvice \| 160 m \| \| \| \| vlečka Papírna Štětí \| \| \| \| 468,514 \| Hněvice seř. nádr. \| 160 m \| \| \| 470,905 \| Záluží \| 160 m \| \| \| 473,931 \| Dobříň \| 160 m \| \| \| \| von Zlonice (vorm. LB Raudnitz–Hospozín) \| \| \| \| 476,683 \| Roudnice nad Labem \| 160 m \| \| \| 479,673 \| Židovice u Hrobců \| 160 m \| \| \| 481,589 \| Hrobce \| 160 m \| \| \| 484,872 \| Oleško \| 160 m \| \| \| 486,600 \| Hrdly \| 160 m \| \| \| 488,405 \| Bohušovice nad Ohří \| 155 m \| \| \| \| vlečka Zelenina Terezín \| \| \| \| 490,656 \| Nové Kopisty \| 155 m \| \| \| 491,296 \| Protektoratsgrenze 1938–1945 \| Protektoratsgrenze 1938–1945 \| \| \| 492,758 \| Lukavec früher Lukawetz (b Lobositz) \| 155 m \| \| \| \| (vlečka Lovochemie) \| \| \| \| \| vlečka Lovochemie \| \| \| \| \| von Liberec (vorm. ATE) \| \| \| \| 495,102 \| Lovosice früher Lobositz \| 155 m \| \| \| \| nach Libochovice (vorm. StEG) \| \| \| \| \| nach Řetenice (vorm. ATE) \| \| \| \| 497,069 \| Lovosice město früher Lobositz Stadt \| 155 m \| \| \| 499,235 \| Malé Žernoseky früher Klein Zernosek \| 155 m \| \| \| 502,258 \| Litochovice nad Labem früher Lichtowitz \| 155 m \| \| \| 503,811 \| Prackovice nad Labem früher Praskowitz (Elbe) \| 150 m \| \| \| 507,455 \| Dolní Zálezly früher Salesl \| 150 m \| \| \| 512,951 \| Vaňov früher Wannow \| Vaňov früher Wannow \| \| \| \| vlečka přístav Vaňov \| \| \| \| 515,992 \| výh. Ústí nad Labem jih \| výh. Ústí nad Labem jih \| \| \| \| Verbindungskurve nach Ústí nad Labem západ \| \| \| \| \| Ústí nad Labem-Střekov–Ústí nad Labem západ (vorm. ÖNWB) \| \| \| \| \| von Chomutov (vorm. ATE) \| \| \| \| 516,925 \| Ústí nad Labem hl. n. früher Aussig Hbf \| 145 m \| \| \| \| vlečka přístav Ústí nad Labem \| \| \| \| 519,618 \| Ústí nad Labem sever früher Aussig-Schönpriesen \| 145 m \| \| \| 521,840 \| Neštěmice früher Nestomitz \| 145 m \| \| \| 523,581 \| Mojžíř früher Mosern \| 145 m \| \| \| 524,930 \| Neštědice früher Nestersitz \| 145 m \| \| \| 526,105 \| Povrly früher Pömmerle \| 145 m \| \| \| 529,186 \| Povrly-Roztoky früher Rongstock \| 145 m \| \| \| 532,700 \| Dobkovice früher Topkowitz-Kartitz \| 140 m \| \| \| 533,750 \| Choratice früher Kartitz \| 140 m \| \| \| 536,337 \| Vilsnice früher Wilsdorf \| 140 m \| \| \| \| Hafenbahn (vorm. DBE) \| \| \| \| 537,800 \| Rozbělesy früher Rosawitz \| Rozbělesy früher Rosawitz \| \| \| 538,002 \| odb. Děčín hlavní nádraží jižní zhlaví \| odb. Děčín hlavní nádraží jižní zhlaví \| \| \| \| nach Chomutov (vorm. DBE) \| \| \| \| 538,133 \| Děčín nákladní nádraží \| Děčín nákladní nádraží \| \| \| \| Verbindungsbahn von Děčín hlavní nádraží zapad (vorm. DBE) \| \| \| \| 539,683 \| Děčín hlavní nádraží früher Bodenbach \| 135 m \| \| \| \| nach Jedlová (vorm. BNB) \| \| \| \| \| nach Dresden-Neustadt (vorm. K. Sächs. Sts. E.B.) \| \| \| \| \| \| \| \| Quellen: [1][2][3] \| \| \| \| |                                          |                                                            |                                                            |
| Kopfbahnhof Streckenanfang | 409,816                                  | Praha Masarykovo nádraží                                   | 195 m                                                      |
| Blockstelle | 410,788                                  | odb. Praha Masarykovo nádraží St.4                         | odb. Praha Masarykovo nádraží St.4                         |
| Abzweig geradeaus, nach rechts und von rechts |                                          | nach Česká Třebová–Brno (vorm. StEG)                       | nach Česká Třebová–Brno (vorm. StEG)                       |
| Brücke |                                          | Moldau (Negrelliviadukt)                                   | Moldau (Negrelliviadukt)                                   |
| Blockstelle | 411,687                                  | odb. Praha-Bubny St.1                                      | odb. Praha-Bubny St.1                                      |
| Abzweig geradeaus und nach links |                                          | nach Chomutov (vorm. BEB)                                  | nach Chomutov (vorm. BEB)                                  |
| ehemaliger Bahnhof | 412,133                                  | Praha-Bubny                                                | Praha-Bubny                                                |
| Haltepunkt / Haltestelle | 412,600                                  | Praha-Holešovice zastávka (bis März 2025)                  | 195 m                                                      |
| Abzweig geradeaus und von rechts |                                          | von Praha-Libeň–Praha-Holešovice                           | von Praha-Libeň–Praha-Holešovice                           |
| Blockstelle | 413,647                                  | odb. Stromovka                                             | odb. Stromovka                                             |
| Überleitstelle / Spurwechsel | 415,170                                  | výh. Praha-Bubeneč                                         | 190 m                                                      |
| Haltepunkt / Haltestelle | 416,025                                  | Praha-Podbaba                                              | 190 m                                                      |
| ehemaliger Haltepunkt / Haltestelle | 417,160                                  | Praha-Podbaba                                              | 190 m                                                      |
| Haltepunkt / Haltestelle | 418,611                                  | Praha-Sedlec                                               | 190 m                                                      |
| Bahnhof | 421,788                                  | Roztoky u Prahy                                            | 185 m                                                      |
| Haltepunkt / Haltestelle | 425,705                                  | Roztoky-Žalov                                              | 185 m                                                      |
| Haltepunkt / Haltestelle | 426,663                                  | Úholičky                                                   | 185 m                                                      |
| Haltepunkt / Haltestelle | 427,763                                  | Řež                                                        | 185 m                                                      |
| Haltepunkt / Haltestelle | 429,425                                  | Libčice nad Vltavou-Letky                                  | 185 m                                                      |
| Bahnhof | 430,988                                  | Libčice nad Vltavou                                        | 185 m                                                      |
| Haltepunkt / Haltestelle | 433,802                                  | Dolany                                                     | 180 m                                                      |
| Abzweig geradeaus und von rechts |                                          | von Neratovice (vorm. BNB)                                 | von Neratovice (vorm. BNB)                                 |
| Bahnhof | 437,221                                  | Kralupy nad Vltavou                                        | 180 m                                                      |
| Abzweig geradeaus und nach links |                                          | nach Kladno (vorm. BEB)                                    | nach Kladno (vorm. BEB)                                    |
| Tunnel | 438,820                                  | Tunnel Nelahozeveský I (23 m)                              | Tunnel Nelahozeveský I (23 m)                              |
| Tunnel | 438,864                                  | Tunnel Nelahozeveský II (41 m)                             | Tunnel Nelahozeveský II (41 m)                             |
| Tunnel | 438,926                                  | Tunnel Nelahozeveský III (291 m)                           | Tunnel Nelahozeveský III (291 m)                           |
| Haltepunkt / Haltestelle | 440,258                                  | Nelahozeves zámek                                          | 180 m                                                      |
| Bahnhof | 442,614                                  | Nelahozeves                                                | 175 m                                                      |
| Haltepunkt / Haltestelle | 444,715                                  | Nové Ouholice                                              | 175 m                                                      |
| Strecke mit Straßenbrücke |                                          | Dálnice D8                                                 | Dálnice D8                                                 |
| Tunnel | 446,030                                  | Tunnel Mlčechvostský (Vepřek; 390 m)                       | Tunnel Mlčechvostský (Vepřek; 390 m)                       |
| Haltepunkt / Haltestelle | 447,714                                  | Mlčechvosty                                                | 175 m                                                      |
| Bahnhof | 450,267                                  | Vraňany                                                    | 175 m                                                      |
| Abzweig geradeaus und nach rechts |                                          | nach Lužec nad Vltavou (vorm. StEG)                        | nach Lužec nad Vltavou (vorm. StEG)                        |
| Abzweig geradeaus und nach links |                                          | nach Libochovice (vorm. LB Libochowitz–Jenschowitz)        | nach Libochovice (vorm. LB Libochowitz–Jenschowitz)        |
| Haltepunkt / Haltestelle | 455,058                                  | Cítov                                                      | 170 m                                                      |
| Bahnhof | 458,222                                  | Dolní Beřkovice                                            | 165 m                                                      |
| Haltepunkt / Haltestelle | 463,484                                  | Horní Počaply                                              | 160 m                                                      |
| Bahnhof | 467,421                                  | Hněvice                                                    | 160 m                                                      |
| Abzweig geradeaus und von rechts |                                          | vlečka Papírna Štětí                                       | vlečka Papírna Štětí                                       |
| Dienststation / Betriebs- oder Güterbahnhof | 468,514                                  | Hněvice seř. nádr.                                         | 160 m                                                      |
| Haltepunkt / Haltestelle | 470,905                                  | Záluží                                                     | 160 m                                                      |
| Haltepunkt / Haltestelle | 473,931                                  | Dobříň                                                     | 160 m                                                      |
| Abzweig geradeaus und von links |                                          | von Zlonice (vorm. LB Raudnitz–Hospozín)                   | von Zlonice (vorm. LB Raudnitz–Hospozín)                   |
| Bahnhof | 476,683                                  | Roudnice nad Labem                                         | 160 m                                                      |
| ehemaliger Haltepunkt / Haltestelle | 479,673                                  | Židovice u Hrobců                                          | 160 m                                                      |
| Bahnhof | 481,589                                  | Hrobce                                                     | 160 m                                                      |
| Haltepunkt / Haltestelle | 484,872                                  | Oleško                                                     | 160 m                                                      |
| Haltepunkt / Haltestelle | 486,600                                  | Hrdly                                                      | 160 m                                                      |
| Bahnhof | 488,405                                  | Bohušovice nad Ohří                                        | 155 m                                                      |
| Abzweig geradeaus und nach rechts |                                          | vlečka Zelenina Terezín                                    | vlečka Zelenina Terezín                                    |
| Haltepunkt / Haltestelle | 490,656                                  | Nové Kopisty                                               | 155 m                                                      |
| Grenze | 491,296                                  | Protektoratsgrenze 1938–1945                               | Protektoratsgrenze 1938–1945                               |
| Haltepunkt / Haltestelle | 492,758                                  | Lukavec früher Lukawetz (b Lobositz)                       | 155 m                                                      |
| Kreuzung geradeaus unten |                                          | (vlečka Lovochemie)                                        | (vlečka Lovochemie)                                        |
| Abzweig geradeaus und von links |                                          | vlečka Lovochemie                                          | vlečka Lovochemie                                          |
| Abzweig geradeaus und von rechts |                                          | von Liberec (vorm. ATE)                                    | von Liberec (vorm. ATE)                                    |
| Bahnhof | 495,102                                  | Lovosice früher Lobositz                                   | 155 m                                                      |
| Abzweig geradeaus und nach links |                                          | nach Libochovice (vorm. StEG)                              | nach Libochovice (vorm. StEG)                              |
| Abzweig geradeaus und nach links |                                          | nach Řetenice (vorm. ATE)                                  | nach Řetenice (vorm. ATE)                                  |
| Haltepunkt / Haltestelle | 497,069                                  | Lovosice město früher Lobositz Stadt                       | 155 m                                                      |
| Haltepunkt / Haltestelle | 499,235                                  | Malé Žernoseky früher Klein Zernosek                       | 155 m                                                      |
| Haltepunkt / Haltestelle | 502,258                                  | Litochovice nad Labem früher Lichtowitz                    | 155 m                                                      |
| Bahnhof | 503,811                                  | Prackovice nad Labem früher Praskowitz (Elbe)              | 150 m                                                      |
| Haltepunkt / Haltestelle | 507,455                                  | Dolní Zálezly früher Salesl                                | 150 m                                                      |
| ehemaliger Haltepunkt / Haltestelle | 512,951                                  | Vaňov früher Wannow                                        | Vaňov früher Wannow                                        |
| Abzweig geradeaus und von rechts |                                          | vlečka přístav Vaňov                                       | vlečka přístav Vaňov                                       |
| Überleitstelle / Spurwechsel | 515,992                                  | výh. Ústí nad Labem jih                                    | výh. Ústí nad Labem jih                                    |
| Abzweig geradeaus und nach links |                                          | Verbindungskurve nach Ústí nad Labem západ                 | Verbindungskurve nach Ústí nad Labem západ                 |
| Kreuzung geradeaus unten |                                          | Ústí nad Labem-Střekov–Ústí nad Labem západ (vorm. ÖNWB)   | Ústí nad Labem-Střekov–Ústí nad Labem západ (vorm. ÖNWB)   |
| Abzweig geradeaus und von links |                                          | von Chomutov (vorm. ATE)                                   | von Chomutov (vorm. ATE)                                   |
| Bahnhof | 516,925                                  | Ústí nad Labem hl. n. früher Aussig Hbf                    | 145 m                                                      |
| Abzweig geradeaus und von rechts |                                          | vlečka přístav Ústí nad Labem                              | vlečka přístav Ústí nad Labem                              |
| Bahnhof | 519,618                                  | Ústí nad Labem sever früher Aussig-Schönpriesen            | 145 m                                                      |
| Haltepunkt / Haltestelle | 521,840                                  | Neštěmice früher Nestomitz                                 | 145 m                                                      |
| Haltepunkt / Haltestelle | 523,581                                  | Mojžíř früher Mosern                                       | 145 m                                                      |
| Haltepunkt / Haltestelle | 524,930                                  | Neštědice früher Nestersitz                                | 145 m                                                      |
| Bahnhof | 526,105                                  | Povrly früher Pömmerle                                     | 145 m                                                      |
| Haltepunkt / Haltestelle | 529,186                                  | Povrly-Roztoky früher Rongstock                            | 145 m                                                      |
| Haltepunkt / Haltestelle | 532,700                                  | Dobkovice früher Topkowitz-Kartitz                         | 140 m                                                      |
| Haltepunkt / Haltestelle | 533,750                                  | Choratice früher Kartitz                                   | 140 m                                                      |
| Haltepunkt / Haltestelle | 536,337                                  | Vilsnice früher Wilsdorf                                   | 140 m                                                      |
| Kreuzung geradeaus oben |                                          | Hafenbahn (vorm. DBE)                                      | Hafenbahn (vorm. DBE)                                      |
| ehemaliger Haltepunkt / Haltestelle | 537,800                                  | Rozbělesy früher Rosawitz                                  | Rozbělesy früher Rosawitz                                  |
| Blockstelle | 538,002                                  | odb. Děčín hlavní nádraží jižní zhlaví                     | odb. Děčín hlavní nádraží jižní zhlaví                     |
| Abzweig geradeaus und nach links |                                          | nach Chomutov (vorm. DBE)                                  | nach Chomutov (vorm. DBE)                                  |
| Dienststation / Betriebs- oder Güterbahnhof | 538,133                                  | Děčín nákladní nádraží                                     | Děčín nákladní nádraží                                     |
| Abzweig geradeaus und von links |                                          | Verbindungsbahn von Děčín hlavní nádraží zapad (vorm. DBE) | Verbindungsbahn von Děčín hlavní nádraží zapad (vorm. DBE) |
| Bahnhof | 539,683                                  | Děčín hlavní nádraží früher Bodenbach                      | 135 m                                                      |
| Abzweig geradeaus und nach rechts |                                          | nach Jedlová (vorm. BNB)                                   | nach Jedlová (vorm. BNB)                                   |
| Strecke |                                          | nach Dresden-Neustadt (vorm. K. Sächs. Sts. E.B.)          | nach Dresden-Neustadt (vorm. K. Sächs. Sts. E.B.)          |
| |                                          |                                                            |                                                            |
| Quellen: |                                          |                                                            |                                                            |

Die Bahnstrecke Praha–Děčín ist eine zweigleisige, elektrifizierte Hauptbahn („celostátní dráha“) in Tschechien, die ursprünglich als Teil der k.k. Nördlichen Staatsbahn erbaut und betrieben wurde. Sie verläuft von Prag in den Tälern von Moldau und Elbe über Kralupy nad Vltavou, Roudnice nad Labem, Lovosice (Lobositz) und Ústí nad Labem (Aussig an der Elbe) nach Děčín (Tetschen), wo sie in die Bahnstrecke Děčín–Dresden-Neustadt einmündet.
Im Eisenbahnnetz der Tschechischen Republik ist die Strecke Praha Masarykovo nádraží–Děčín hlavní nádraží als gesamtstaatliche Bahn („celostátní dráha“) klassifiziert. Sie ist zudem Teil des Paneuropäischen Verkehrskorridors IV und des TEN-Korridors Nr. 22 von Athen nach Nürnberg und Dresden.

## Geschichte

### Vorgeschichte

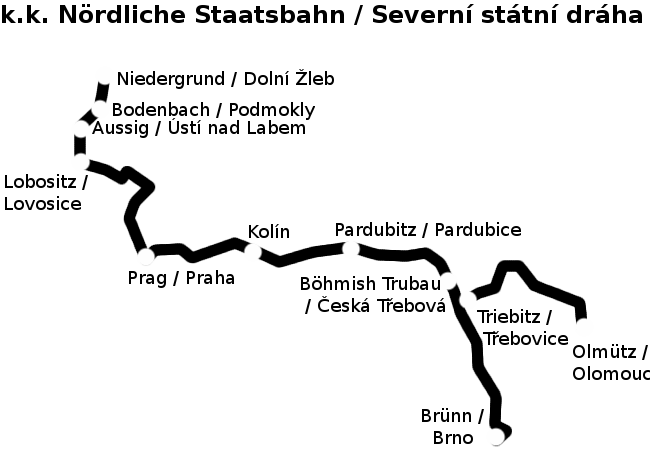
Netz der k.k. Nördlichen Staatsbahn

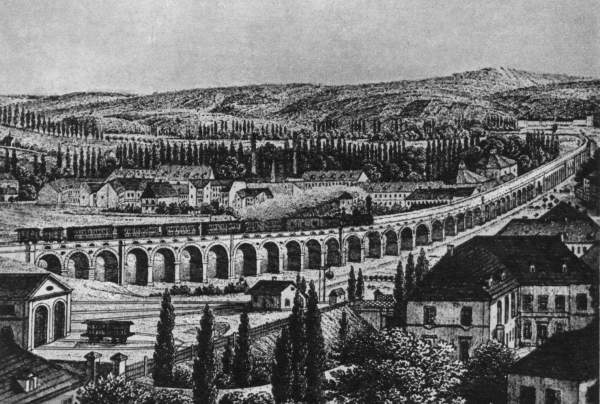
Negrelli-Viadukt in Prag

Für die Anbindung an das sächsische Eisenbahnnetz wurden alle Vorschläge geprüft und es ergaben sich zwei Möglichkeiten: Die Strecke durch das Elbtal und die Strecke über Reichenberg durch die Oberlausitz. Die technische Kommission lehnte den zweiten Vorschlag ab, da die Steigungen mit bis zu 10 Promille für die damalige Technik zu steil waren, um die Eisenbahn auszubauen. Im Jahr 1842 schlossen Österreich und Sachsen einen Staatsvertrag über die Trasse im Elbtal und die Staatsgrenze bei Niedergrund. Die Bauarbeiten begannen im Jahr 1845. Die wichtigsten Bauwerke waren der ca. 1,1 km lange Prager Viadukt und die großen Brücken über die Flüsse Eger und Bílina (dt. Biela). Die Revolution von 1848 verzögerte den Bau der Strecke.
Eröffnungsdaten:
- Prag–Lobositz: 1. Juni 1850
- Lobositz–Aussig: 1. Oktober 1850
- Aussig–Bodenbach: 6. April 1851

### Im Betrieb der österreichisch-ungarischen Staatseisenbahngesellschaft
Die österreichisch-ungarische Staatseisenbahngesellschaft (StEG) wurde 1854 mit französischem Kapital gegründet. Sie übernahm im Januar 1855 vom österreichischen Staat sowohl die Konzessionen für die Nördliche und Südöstliche Staatsbahn als auch für weitere Staatsbahnlinien in Ungarn. Trotz des Widerstandes der KFNB strebte die StEG sowohl eine direkte Verbindung in die Hauptstadt Wien als auch beider Teilnetze untereinander an. Dieses Ziel war 1870 erreicht. Von nun an war die Strecke zwischen Prag und Bodenbach Teilstrecke einer durchgehenden Nord-Süd-Verbindung der StEG, die ab 1878 bis zur damaligen ungarisch-rumänischen Grenze bei Orșova reichte.
Am 15. Oktober 1909 wurde die StEG verstaatlicht. Die Strecke Prag–Bodenbach gehörte fortan zum Netz der k.k. Staatsbahnen kkStB.

### In der Ersten Republik
Nach dem für Österreich-Ungarn verlorenen Ersten Weltkrieg gelangte die Strecke ins Eigentum der neu gegründeten Tschechoslowakischen Staatsbahnen (ČSD).
Der Fahrplan von 1919 verzeichnete nur vier Reisezugpaare über die Gesamtstrecke, darunter ein Schnellzugpaar. Weitere vier Personenzüge bedienten den Vorortverkehr Prag–Kralupy. Die Reise im Schnellzug über die 130 Kilometer lange Strecke zwischen Prag und Bodenbach dauerte damals 3 Stunden und 5 Minuten, was einer durchschnittlichen Reisegeschwindigkeit von 42 km/h entsprach.

### Sudetenkrise und Zweiter Weltkrieg
Als im Herbst 1938 die Sudetenkrise ihren Höhepunkt erreichte, kam ab 24. September 1938 sämtlicher Eisenbahnverkehr zwischen dem Deutschen Reich und der Tschechoslowakei zum Erliegen. Wenige Tage später begann die ČSD, sämtliches mobiles Eigentum aus den betroffenen Gebieten abzufahren. Als das Gebiet am 1. Oktober 1938 gemäß dem Münchner Abkommen an Deutschland fiel, waren die Eisenbahnstrecken von allen Fahrzeugen und Dienststelleneinrichtungen geräumt.
Die Strecke zwischen Lobositz und Bodenbach wurde fortan von der Reichsbahndirektion Dresden verwaltet. Nur langsam konnte der Betrieb mit deutschen Fahrzeugen wieder aufgenommen werden. Ein Zugverkehr über die neue Grenze bei Lobositz fand dabei zunächst nicht statt. Im Reichskursbuch war die Verbindung als KBS 165 (Berlin–) Dresden–Bodenbach–Aussig–Lobositz–Prag (–Wien) enthalten.
Erst im Frühjahr 1939 wurde der durchgehende Schnellzugverkehr zwischen Prag und Dresden wieder aufgenommen, nachdem zwischen Deutschland und der Tschechoslowakei entsprechende Verträge geschlossen worden waren. Als Grenzbahnhöfe wurden Theresienstadt-Bauschowitz und Lobositz bestimmt. Alle Schnellzüge mussten allerdings weiter mit tschechischen Lokomotiven bis Bodenbach verkehren, da ein Einsatz deutscher Lokomotiven wie der Baureihe 01 wegen Achslastbeschränkungen nicht möglich war.
Eine besondere strategische Bedeutung erhielt die Strecke im Zweiten Weltkrieg. Wegen ihrer Frontferne war sie bis zum Kriegsende für den Güterverkehr im deutschen Machtbereich nutzbar. Von direkten Kriegseinwirkungen war die Strecke Prag–Bodenbach lange Zeit nicht betroffen. Erst bei den Luftangriffen auf Aussig am 17. und 19. April 1945 wurden die dortigen Eisenbahnanlagen schwer beschädigt.
Unmittelbar am Ende des Zweiten Weltkrieges kam die Strecke wieder vollständig zu den ČSD.

### Nach dem Zweiten Weltkrieg

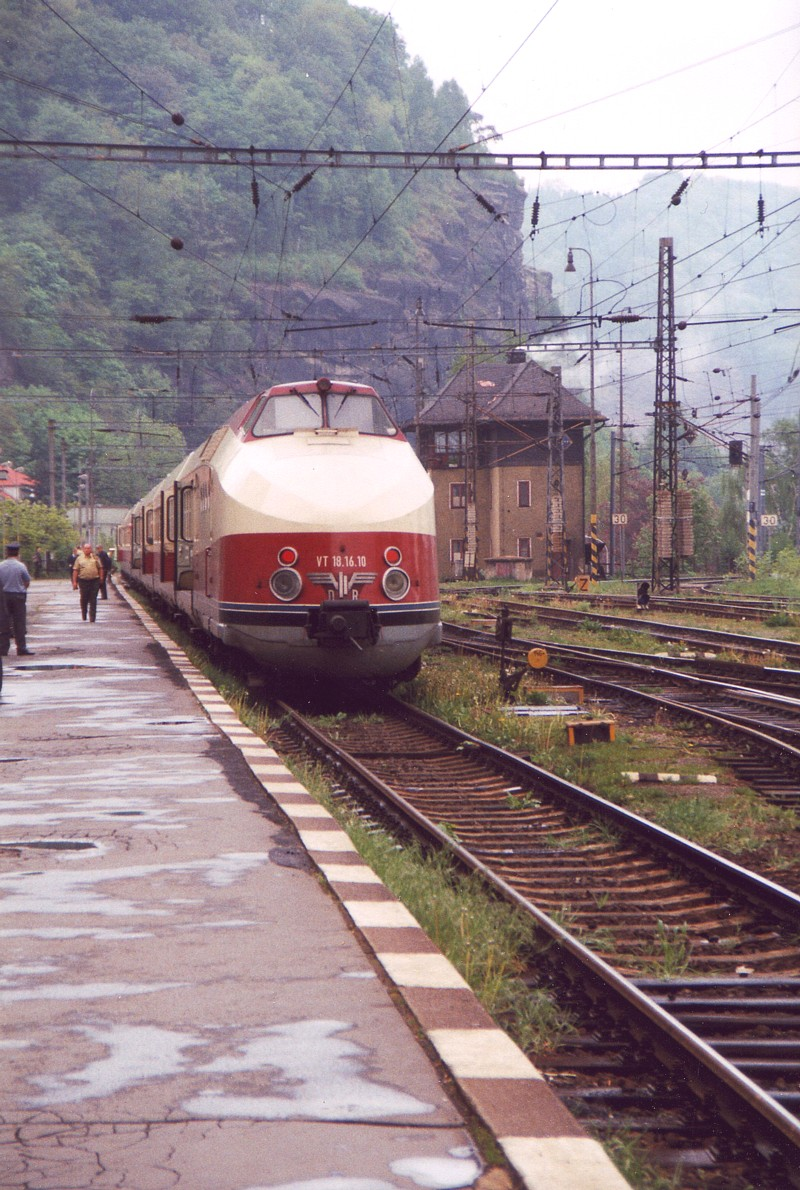
Der Vindobona in Děčín

Am 23. Dezember 1980 wurde die Neubaustrecke Praha Libeň–odb. Stromovka eröffnet. Seitdem werden alle Fernzüge über den neuen Fernbahnhof Praha-Holešovice geleitet. Auf der alten Strecke von Praha Masarykovo nádraží verkehren seitdem nur noch Nahverkehrszüge und einige nationale Schnellzüge.
Ende der 1980er Jahre erreichte die Bedeutung der Bahnstrecke Praha–Děčín im internationalen Reiseverkehr ihren Höhepunkt. Der Jahresfahrplan 1988/89 verzeichnete insgesamt 13 internationale Schnellzugpaare zwischen Prag und Dresden. Schnellste Verbindung war der Interexpress Hungaria, der die Strecke zwischen Praha-Holešovice und Děčín mit einem Zwischenhalt in Ústí nad Labem in 106 Minuten bewältigte.
Wichtige internationale Reisezüge im Fahrplan 1988/89 (in Auswahl):
- IEx72/73 „Metropol“ (Budapest–Berlin)
- IEx74/75 „Hungaria“ (Budapest–Berlin)
- IEx76/77 „Primátor“ (Praha–Berlin)
- D370/371 „Pannonia“ (Sofia–Berlin)
- D372/373 „Balt-Orient“ (Bukarest–Berlin)
- D374/375 „Vindobona“ (Wien–Berlin)
- D376/377 „Meridian“ (Sofia–Belgrad–Berlin)

### Elektrifizierung
Erste kurze Abschnitte der Bahnstrecke Praha–Děčín bekamen schon Anfang der 1960er Jahre eine elektrische Fahrleitung, die aber zunächst nur für den Güterverkehr genutzt wurde. Die durchgängige Elektrifizierung der Gesamtstrecke begann erst Ende der 1970er Jahre und wurde 1986 abgeschlossen.
Folgende Tabelle zeigt die Eröffnungsdaten des elektrischen Zugbetriebes:
| Eröffnung        | Strecke                                    |
| ---------------- | ------------------------------------------ |
| 1962/1963        | Praha Masarykovo n.–Praha-Bubeneč          |
| 02. Oktober 1964 | Ústí nad Labem hl. n.–Ústí nad Labem sever |
| 06. April 1979   | Lovosice–Ústí nad Labem hl. n.             |
| 01. Januar 1980  | Vraňany–Lovosice                           |
| 24. Mai 1983     | Nelahozeves–Vraňany                        |
| 02. Juni 1985    | Praha-Bubeneč–Nelahozeves                  |
| 01. Mai 1986     | Ústí nad Labem sever–Děčín hl. n.          |

### Der Streckenausbau im Rahmen des Projektes „Erster Eisenbahnkorridor“

Erster Eisenbahnkorridor (První železniční koridor) Děčín–Praha–Brno–Břeclav

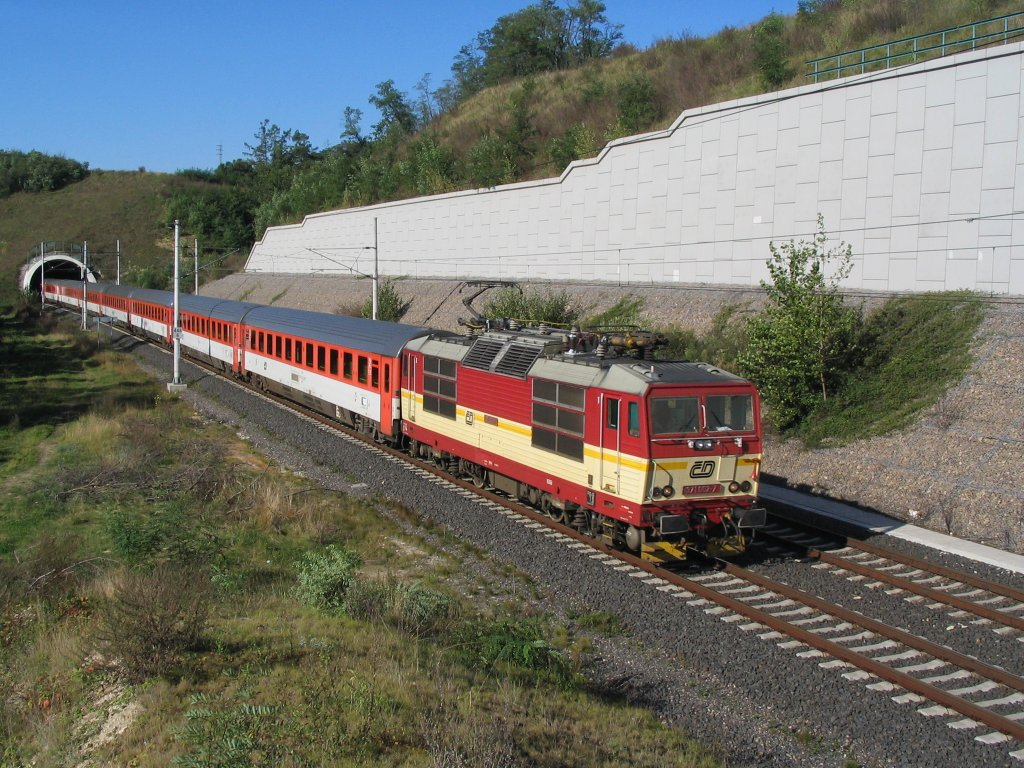
Ein Eurocity auf der Neubautrasse bei Mlčechvosty, im Hintergrund der neu gebaute Tunnel (2005)

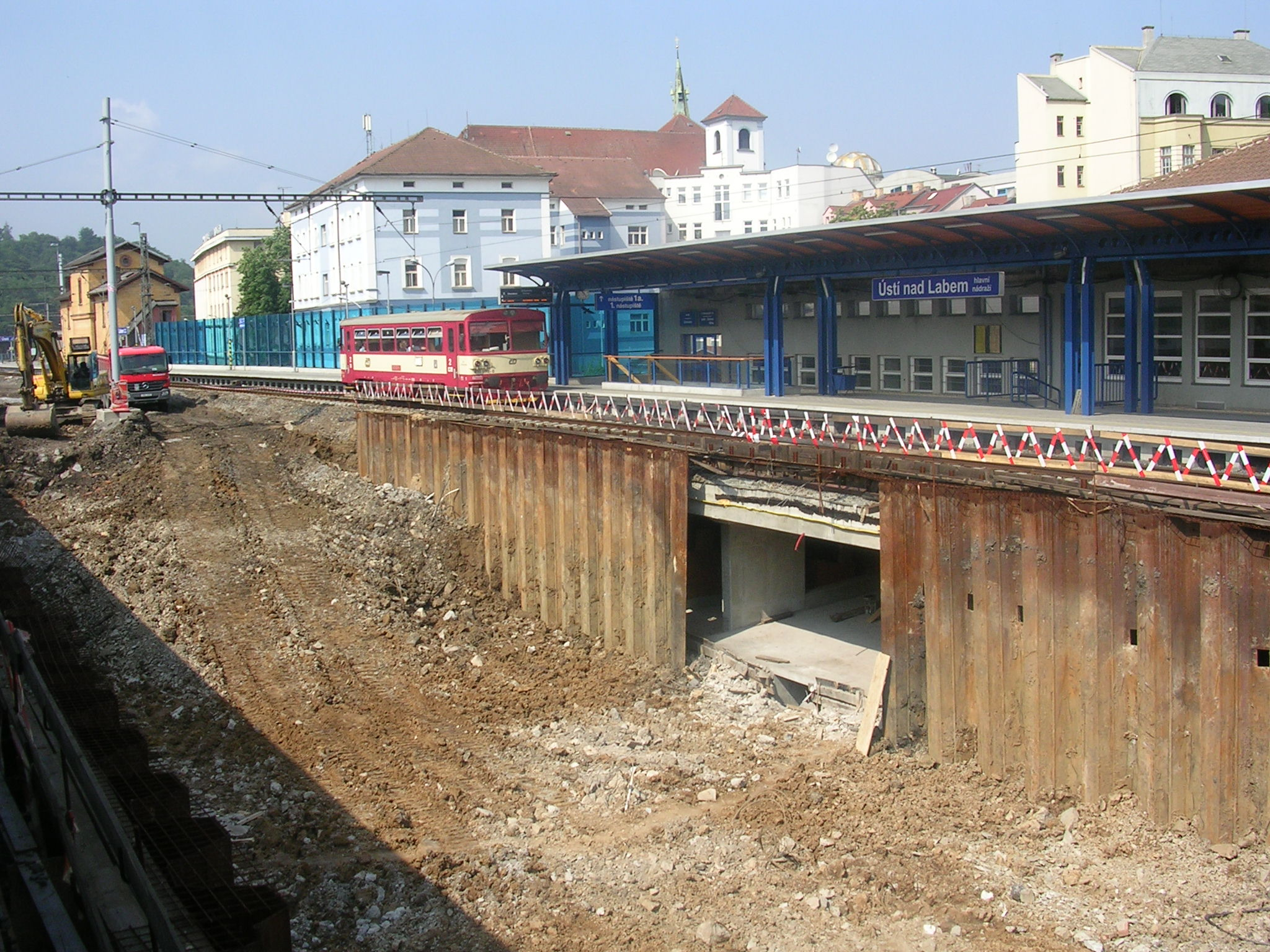
Bauarbeiten in Ústí nad Labem (Juni 2007)

Am 27. Mai 2002 wurde die begradigte Neubautrasse zwischen Nové Ouholice und Mlčechvosty in Betrieb genommen. Seit dem 26. November 2002 ist die Trasse zweigleisig befahrbar, das alte Gleis wurde kurz darauf abgebrochen.
Am 12. Oktober 2004 waren die Bauarbeiten am 1. Eisenbahnkorridor nach 11 Jahren offiziell beendet. Unausgebaut waren zu diesem Zeitpunkt nur noch die Abschnitte Praha Masarykovo nádraží–Praha-Bubeneč, Kralupy nad Vltavou–Nelahozeves zámek und Ústí nad Labem jih–Ústí nad Labem sever. Der Abschnitt im Eisenbahnknoten Ústí nad Labem wurde schließlich ab 2005 erneuert und bis 2008 fertiggestellt.
Die avisierte durchgehende Streckengeschwindigkeit von 160 km/h konnte allerdings nur auf dem 54 Kilometer langen Teilabschnitt Nelahozeves–Lovosice erreicht werden. Zwischen Prag und Kralupy nad Vltavou sowie zwischen Lovosice und Děčín war es aus topografischen und finanziellen Gründen nicht möglich, die engen Gleisbögen zu begradigen oder aufzuweiten. Teilweise bestehen dort nach wie vor Geschwindigkeitsbegrenzungen von 80 km/h.
Nach der vorläufigen Beendigung der Bauarbeiten im Jahr 2004 wurde auf der Strecke stufenweise ein integraler Taktfahrplan eingeführt. Die Taktknoten mit Symmetriezeit zur vollen Stunde befinden sich in Lovosice (Schnellzüge Praha–Děčín; Minute 56/58), Ústí nad Labem (Personenzüge Most–Děčín; Minute 55/57 bzw. 58/00) und Děčín (Eurocity Praha–Berlin; Minute 55/57 bzw. 00/02).
Im Februar 2013 begann auch der Ausbau im Prager Stadtgebiet zwischen dem Bahnhof Praha-Holešovice und Praha-Bubeneč. Der Infrastrukturbetreiber SŽDC investierte dort insgesamt 936 Mio. Kč in die vollständige Erneuerung der Gleise und Anlagen. Der Abschnitt ist im Laufe des Jahres 2015 fertiggestellt worden.
| Bauabschnitt                            | Länge   | Baubeginn | Inbetriebnahme |
| --------------------------------------- | ------- | --------- | -------------- |
| Hněvice–Hrobce                          | 12,2 km | 1996      | 1997           |
| Lovosice–Ústí nad Labem jih             | 18,9 km | 1998      | 2001           |
| Vraňany–Hněvice                         | 17,2 km | 1999      | 2001           |
| Hrobce–Lovosice                         | 15,5 km | 2000      | 2002           |
| Nelahozeves zámek–Vraňany               | 10,3 km | 2000      | 2002           |
| Ústí nad Labem sever–Děčín              | 17,0 km | 2001      | 2002           |
| Praha-Bubeneč–Kralupy nad Vltavou       | 19,6 km | 2001      | 2003           |
| Knoten Děčín                            | 03,8 km | 2001      | 2004           |
| Ústí nad Labem jih–Ústí nad Labem sever | 03,8 km | 2005      | 2008           |
| Praha-Holešovice–Praha-Bubeneč          | 04,4 km | 2013      | 2015           |

Der letzte bislang nicht erneuerte Abschnitt zwischen Kralupy nad Vltavou und Nelahozeves wird ab 2027 ausgebaut werden. Durch die alten Tunnel soll dann nur noch eines der beiden Streckengleise verlaufen und so eine Aufweitung des bislang zu geringen Lichtraumprofiles ermöglichen. Für das Streckengleis Děčín–Praha entsteht ein neuer 472 Meter langer Tunnel parallel zu den alten. Gerechnet wird mit Kosten von 1,9 Milliarden Kč. Eine Fertigstellung des Abschnittes ist bis 2029 vorgesehen.
Darüber hinaus bestehen Planungen, die Relation Prag–Ústí nad Labem durch die Schnellfahrstrecke RS 4 zu ergänzen und die Bestandsstrecke damit vom Schienenpersonenfernverkehr zu entlasten. In der Realisierung ist bislang nur die Schnellfahrstrecke Dresden–Ústí nad Labem, die auch den überregionalen Güterverkehr aufnehmen soll. Die Fertigstellung ist bis 2037 geplant.
Bis 2026 ist die Ausrüstung der Strecke mit dem europäischen Zugbeeinflussungssystem ETCS vorgesehen, die Streckenausrüstung liefert der tschechische Hersteller AŽD Praha.

## Streckenbeschreibung

### Verlauf

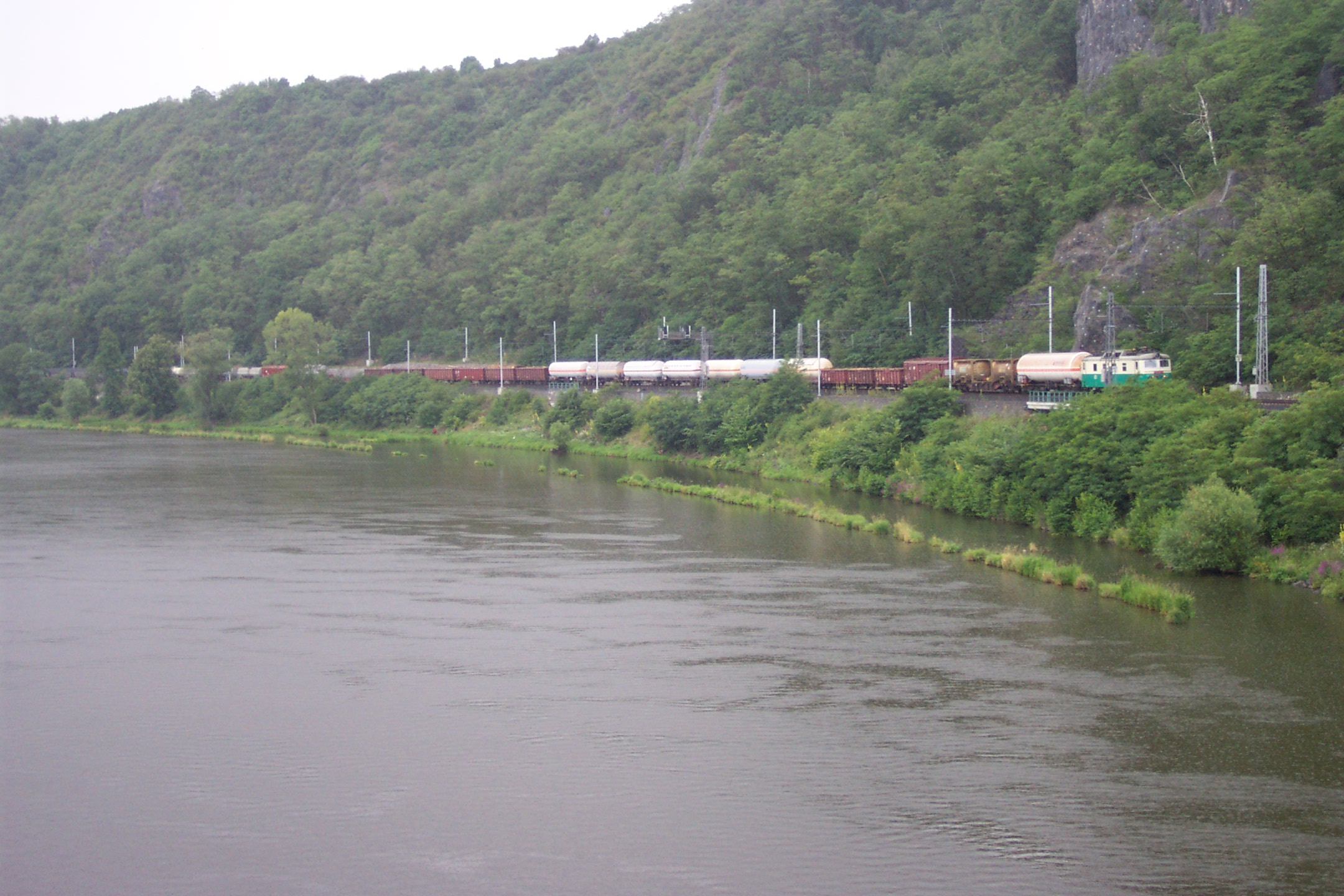
Bei Řež verläuft die Trasse direkt am Ufer der Moldau

Ihren Beginn hat die Bahnstrecke von Prag nach Děčín im Kopfbahnhof Praha Masarykovo nádraží. Noch im Bahnhofsgelände zweigt die Trasse nach links in einem Gleisdreieck ab und überquert auf dem Negrelliviadukt die Moldau. Von nun an verläuft die Strecke orografisch links entlang der Flüsse Moldau und Elbe. Im Engtal bis Kralupy folgt die Strecke den Flussbögen der Moldau, oft direkt unter steilen Felswänden verlaufend. Bei Kralupy passiert die Strecke drei kurze, direkt aufeinanderfolgende Tunnel, die noch aus dem Eröffnungsjahr stammen. Danach verläuft die Trasse durch die weite Niederung von Moldau und Elbe, bleibt aber immer nahe dem Flusslauf. Hier – zwischen Nelahozeves und Lovosice – besteht auch der einzige längere Streckenabschnitt, wo die zulässige Streckengeschwindigkeit von 160 km/h ausgefahren werden kann. An der Porta Bohemica bei Lovosice beginnt der kurvenreiche Abschnitt durch das Elbdurchbruchstal im Böhmischen Mittelgebirge. Im nordböhmischen Grenzbahnhof Děčín hl.n. endet die Strecke. Ihre Fortsetzung findet sie in der einstigen Sächsisch-Böhmischen Staatseisenbahn in Richtung Dresden.

### Betriebsstellen

#### Praha Masarykovo nádraží

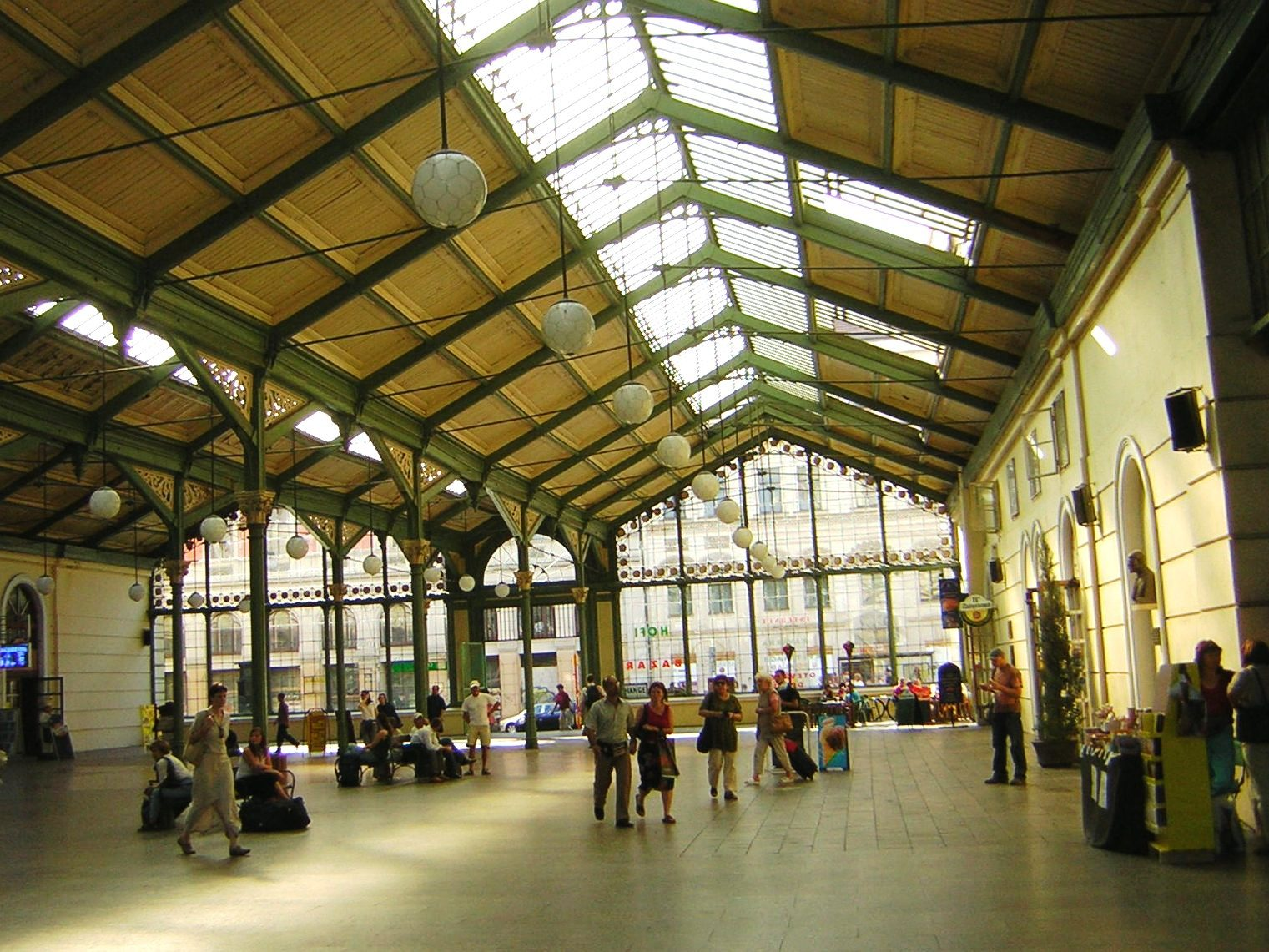
Praha Masarykovo nádraží

Der Bahnhof Praha Masarykovo nádraží ist heute der einzige Kopfbahnhof der tschechischen Hauptstadt. Er dient vorwiegend dem Regionalverkehr.

#### Praha-Podbaba

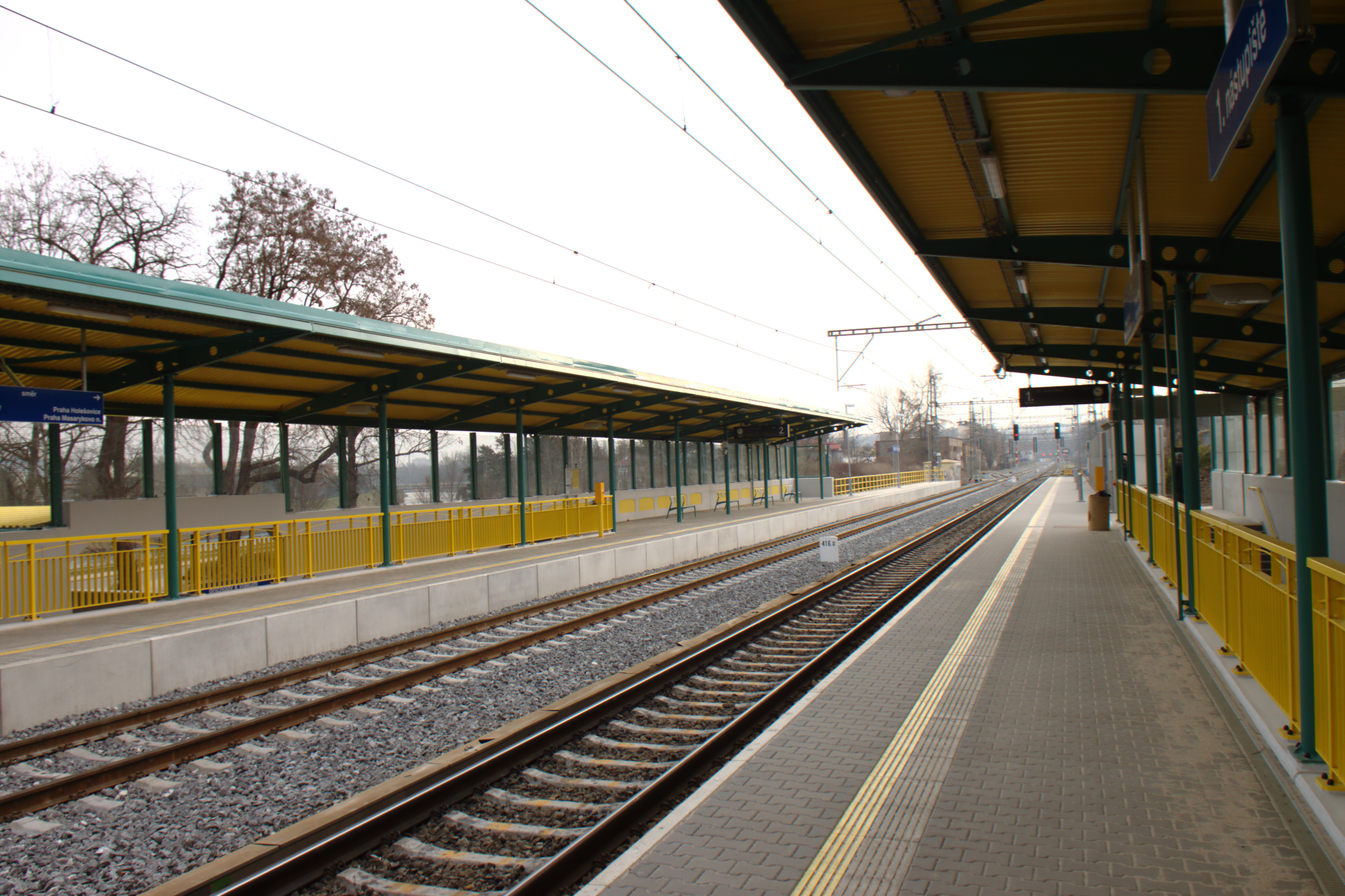
Haltestelle Praha-Podbaba (2014)

Die Haltestelle Podbaba lag ursprünglich weiter nördlich an der Mündung des Šárecký potok in die Moldau. 1867 eröffnet, wurde die Haltestelle nach Einrichtung einer Prager Stadtbuslinie im Jahr 1949 aufgelassen. Die Hochbauten bestanden nur aus einer großen geräumigen Wartehalle mit Diensträumen, die nach 1949 nur noch Wohnzwecken dienten. Das Gebäude ist in Teilen auch heute noch vorhanden.
Eine neue Haltestelle Praha-Podbaba wurde am 29. August 2014 im gleichnamigen Prager Stadtteil als Verknüpfungspunkt zur Prager Straßenbahn neu eröffnet, wobei die benachbarte Station Praha-Bubeneč für den Reiseverkehr aufgelassen wurde.

#### Roztoky u Prahy
Der Bahnhof Roztoky u Prahy soll bis 2020 für 184 Millionen Kč barrierefrei umgebaut werden. Neben dem Neubau der Bahnsteige für eine Systemhöhe von 550 Millimetern über Schienenoberkante soll auch die Unterführung erneuert und mit Aufzügen ausgestattet werden.

## Zugverkehr
(Stand: Jahresfahrplan 2015)
Heute verkehren auf der Strecke zweistündlich EC-Züge in der Relation Berlin–Prag, die teilweise über diese beiden Endpunkte hinaus bis Hamburg, Bratislava und Budapest durchgebunden werden. Es verkehren halbstündlich Schnellzüge und stündlich Nahverkehrszüge zwischen Ústí nad Labem und Prag. Stündlich wird ein Schnellzugpaar nach Děčín durchgebunden und es verkehrt ein Nahverkehrszug von Ústí nad Labem nach Děčín.